# شمعون أفيدان
شمعون أفيدان ، (بالعبرية (שמעון אבידן) ، بالإنجليزية (Shimon Avidan) ، كان قائد لواء غيفعاتي التابع لقوات الهاجاناه ، حيث قام هذا اللواء باحتلال معظم القرى الواقعة غرب و جنوب مدينة الرملة خلال عملية باراك في الفترة الواقعة من شهر آذار-مارس و حتى شهر أيار-مايو عام 1948 م .
ولد شمعون أفيدان في ألمانيا عام 1911 م و في عام 1934 م هاجر إلى فلسطين و أقام في كيبوتز (إيليت هاشاهار) في شمال بحيرة طبريا في سهل الحولة .
شارك في (الحرب الأهلية الأسبانية) و انضم إلى قوات الهاجاناه فور وصوله إلى فلسطين .
يعرف تاريخياً بأنه قائد لواء غيفعاتي الذي نفذ عملية باراك ، كما قاد معركة القسطل ضد الفلسطينيين عام 1948 م .
في عام 1975 م عينه شمعون بيريس مراقباً داخلياً في وزارة الدفاع الإسرائيلية .
توفي عام 1994 م .
كان من المؤيدين المخلصين لديفيد بن غوريون و ذراعه اليمنى في تنفيذ مخططه لطرد الفلسطينيين من بلادهم .